# Поедатель грехов
Поедатель грехов (англ. sin-eater) — человек, который в ходе особого ритуала, проводимого перед похоронами, съедает лежащий на груди покойника кусок хлеба, тем самым забирая себе его грехи.

## Особенности ритуала
Этот обычай имел место в сельских и горных районах Великобритании (в особенности — в Уэльсе). Время возникновения обряда неизвестно, но упоминается он вплоть до XX века.
В отличие от подобных обрядов в других регионах (Верхняя Бавария, Балканы), где приготовленный для покойника хлеб делился между близкими родственниками, в Англии поеданием грехов за плату занимались специальные люди.
Эта профессия передавалась по наследству, причём её представители подвергались жёсткой социальной обструкции:

— Когда кто‑то умирал, посылали за Чеслином. На груди у покойника лежал кусок хлеба; он съедал его, принимая на себя грехи умершего. Ему совали в руку серебряную монету и выгоняли из дома, провожая плевками и швыряя вдогонку камни.

— А я‑то думал, что это только бабьи сказки.

— Ничуть не бывало. Дело обыкновенное, хотя об этом никто не рассказывает. Мне кажется, моряки относятся к таким вещам гораздо хуже остальных. Он проговорился, и на него тотчас набросились. Те, с кем он трапезовал, выгнали его; остальные с ним не разговаривают, не разрешают ему ни есть, ни спать рядом с ними. Физически он здоров, но, если я ничего не предприму, через неделю он умрет.
Патрик О’Брайан, «Хозяин морей. Командир и штурман»
Если в общине не было своего поедателя грехов, им мог стать какой-либо нищий или бродяга.
Обряд поедания грехов рассматривался церковью как ересь.

## След в искусстве
- Книга The Sin-Eater and Other Tales Фионы МакЛауд (Fiona Mac Leod) (1895).
- The Sin Eater — первый роман английской писательницы Alice Thomas Ellis (1977).
- The Last Sin Eater — роман американской писательницы Франсин Риверс (1998).
- The Ballad Of The Sin Eater — композиция группы Ted Leo and the Pharmacists. Также «The Sin Eaters» — название ещё одного музыкального проекта с участием Тэда Лео.
- The Sin-Eater of the Kaw — рассказ американского писателя-фантаста Бредли Дэнтона, (1989).
- Фильм Брайана Хелгелэнда «Пожиратель грехов» (2003)
- Фильм Майкла Ландона Дж. «Последний пожиратель грехов» (2007)
- Сериал «Сонная лощина» (2013) 1 сезон 6 серия
- Фильм «Эволюция Борна» (2012) (Byer: We are the sin eaters. It means that we take the moral excrement we find in this equation and we bury it down deep inside of us, so that the rest of our case can stay pure. That is the job. We are morally indefensible, and absolutely necessary).
- Песня Мэрилина Мэнсона «Children of Cain»
- Сериал Нэнси Дрю 4 сезон
- Сериал Фарго (5-й сезон)
- Фильм Джанстина Дентона «Проклятие пожирателя грехов» («Curse of the Sin Eater») (2024).
- Сериал «Чужестранка» (6-й сезон, 2 серия).